# ポール・コーエン (数学者)
ポール・コーエン (Paul Joseph Cohen、1934年4月2日 - 2007年3月23日）は、アメリカ合衆国の数学者。スタンフォード大学数学科教授。専門は集合論、調和解析、偏微分方程式。

## 業績
ヒルベルトの23の問題の第一の問題と知られる連続体仮説はクルト・ゲーデルによって無矛盾性がすでに証明されていたが、コーエンは強制法を導入しさらに強力な結果であるZFCと連続体仮説の独立性を証明した。この業績が評価されコーエンは1966年にフィールズ賞、1967年アメリカ国家科学賞を受賞した。
セルバーグ予想の解決や数論的量子カオスで知られるピーター・サルナックはコーエンの弟子である。

## 略歴
- 1934年 - アメリカ合衆国ニュージャージー州ロングブランチに生まれる
- 1953年 - ブルックリンカレッジ卒業
- 1958年 - シカゴ大学で博士号を取得
- 1963年 - ZFCと連続体仮説は独立であることを証明
- 1966年 - 国際数学者会議においてフィールズ賞を受賞

## 代表的な著書
- 『連続体仮説』P・J・コーヘン、近藤基吉／坂井秀寿／沢口昭聿訳、東京図書、1990年10月。ISBN 4-489-00339-0